# Hemerobius nekoi
Hemerobius nekoi är en insektsart som beskrevs av Monserrat 1996. Hemerobius nekoi ingår i släktet Hemerobius och familjen florsländor. Inga underarter finns listade i Catalogue of Life.